# Оленевка (Пензенская область)
 Оленевка  — село Пензенского района Пензенской области. Административный центр Оленевского сельсовета.

## География
Находится в центральной части Пензенской области на расстоянии приблизительно 17 км на юг-юго-запад от областного центра города Пенза.

## История
Основано до 1707 году дворянином Иваном Борисовичем Алениным. В 1744 году — имение полковника Ивана Ивановича Оленина; имелась Введенская церковь, построенная в 1707 году (освящена в 1726 году); в 1822 году построена каменная церковь. В 1785 году — за Борисом Ивановичем Алениным (131 душа). В 1782 году село Введенское, Оленевка тож, 145 дворов, два дома господских деревянных. После 1861 году — волостной центр Пензенского уезда; здесь имелись сельское училище, винокуренный завод, 11 маслобоен, 3 мельницы, к 1877 году появилась крупная овчарня. В 1822 году построена новая каменная церковь Введения во храм Пресвятой Богородицы. Перед отменой крепостного права село Введенское показано за 3 помещиками, более 500 ревизских душ. В 1877 — школа, лавка, овчарный и винокуренный заводы. В 1896 году работала земская школа. В 1911 году 148 дворов. Один из центров пухопрядения и пуховязального промысла Пензенского края. Промысел возник в середине 19 в., в 1888 году им занималось почти все женское население. В 1918 году образован совхоз «Коминтерн» (позднее «Оленевский»). В 1924 году организована пуховязальная артель, позднее ставшая филиалом фабрики «Пушинка» объединения «Пензоблтрикотажбыт». В 1955 году центральная усадьба совхоза «Коминтерн». В 2004 году-301 хозяйство.

## Население
| 1782  | 1864 | 1877 | 1897 | 1911 | 1926  | 1930  |
| ----- | ---- | ---- | ---- | ---- | ----- | ----- |
| 641   | ↘627 | ↗703 | ↘681 | ↗868 | ↗1157 | ↘1018 |
| 1939  | 1959 | 1970 | 1979 | 1989 | 1998  | 2002  |
| ↗1089 | ↘837 | ↘755 | ↗770 | ↗791 | ↗873  | ↘793  |
| 2010  |      |      |      |      |       |       |
| ↗843  |      |      |      |      |       |       |